# نازیل
نازیل، یک روستایی تاریخی واقع در شهرستان تفتان استان سیستان و بلوچستان میباشد ،
روستای نازیل بیشتر به خاطر مردم آن و سنگ نگاره های بسیار قدیمی واقع در این روستا شناخته میشود
مردم این روستا مردمی خونگرم و مهمان نواز و خوش برخورد میباشد
بیشتر درآمد مردم روستا از باغ های زردآلو و دامداری و کشاورزی تامین میشود
این روستا به علت جمعیت نسبتاً بالای آن احتمالاً تا پایان سال 1399 به بخش تبدیل میشود

## جمعیت
این روستا در دهستان نازیل قرار دارد و براساس سرشماری مرکز آمار ایران در سال ۱۳۹۵، جمعیت آن ۴۱۹ نفر (۱۴۰خانوار) بوده‌است